# ألامو (نيفادا)
ألامو (بالإنجليزية: Alamo) هو مجتمع سكني غير مصنف ومكان مخصص للإحصاء في مقاطعة لينكون في ولاية نيفادا الأمريكية، وتبعد حوالي 90 ميلا (140 كم) شمال لاس فيغاس على طول الطريق الأمريكي رقم 93. يبلغ ارتفاعها 3,449 قدم (1,051 م) عن سطح البحر. بلغ عدد سكانها 1,080 نسمة حسب تعداد عام 2010. تأسست ألامو في عام 1901، وسميت على الكلمة الإسبانية بمعنى «الحور» نظرا لوجود من هذا النوع من الأشجار في المنطقة.

## التركيبة السكانية
حدّد مكتب تعداد الولايات المتحدة بيانات التركيبة السكانية لألامو في تعداد الولايات المتحدة. في ما يلي، التركيبة السكانية حسب تعدادي 2000 و2010.

### تعداد عام 2010
بلغ عدد سكان ألامو 1,080 نسمة بحسب تعداد عام 2010، وبلغ عدد الأسر 385 أسرة وعدد العائلات 277 عائلة مقيمة في المنطقة السكنية. في حين سجلت الكثافة السكانية 13.8 نسمة لكل كيلومتر مربع (35.7/ميل2). وبلغ عدد الوحدات السكنية 457 وحدة بمتوسط كثافة قدره 5.8 لكل كيلومتر مربع (15.0/ميل2).
وتوزع التركيب العرقي للمنطقة السكنية بنسبة 93.06% من البيض و0.19% من الأمريكيين الأفارقة و0.46% من الأمريكيين الأصليين و0.46% من الأمريكيين ذوي الأصول الآسيوية و0.83% من سكان جزر المحيط الهادئ و1.48% من الأعراق الأخرى و3.52% من عرقين مختلطين أو أكثر و5.56% من الهسبانيون أو اللاتينيون من أي عرق.
بلغ عدد الأسر 385 أسرة كانت نسبة 34% منها لديها أطفال تحت سن الثامنة عشر تعيش معهم، وبلغت نسبة الأزواج القاطنين مع بعضهم البعض 60.8% من أصل المجموع الكلي للأسر، ونسبة 7.5% من الأسر كان لديها معيلات من الإناث دون وجود شريك، بينما كانت نسبة 3.6% من الأسر لديها معيلون من الذكور دون وجود شريكة وكانت نسبة 28.1% من غير العائلات. تألفت نسبة 24.9% من أصل جميع الأسر من عدة أفراد يعيشون في نفس المنزل ونسبة 13.5% كانت تتألف من شخص يعيش بمفرده يبلغ من العمر 65 عاماً أو أكثر. وبلغ متوسط حجم الأسرة المعيشية 2.81، أما متوسط حجم العائلات فبلغ 3.40.
بلغ العمر الوسطي للسكان 36.4 عاماً. وكانت نسبة 30.8% من القاطنين تحت سن الثامنة عشر، وكانت نسبة 7.3% بين الثامنة عشر والرابعة والعشرين عاماً، ونسبة 19.8% كانت واقعةً في الفئة العمرية ما بين الخامسة والعشرين والرابعة والأربعين عاماً، ونسبة 24.1% كانت ما بين الخامسة والأربعين والرابعة والستين، ونسبة 18% كانت ضمن فئة الخامسة والستين عاماً فما فوق. وتوزع التركيب الجنسي للسكان بنسبة 51.3% ذكور و48.7% إناث.

## المناخ
يظهر الجدول التالي التغييرات المناخية على مدار السنة لألامو:
| البيانات المناخية لـألامو                   | البيانات المناخية لـألامو | البيانات المناخية لـألامو | البيانات المناخية لـألامو | البيانات المناخية لـألامو | البيانات المناخية لـألامو | البيانات المناخية لـألامو | البيانات المناخية لـألامو | البيانات المناخية لـألامو | البيانات المناخية لـألامو | البيانات المناخية لـألامو | البيانات المناخية لـألامو | البيانات المناخية لـألامو | البيانات المناخية لـألامو |
| الشهر                                       | يناير                     | فبراير                    | مارس                      | أبريل                     | مايو                      | يونيو                     | يوليو                     | أغسطس                     | سبتمبر                    | أكتوبر                    | نوفمبر                    | ديسمبر                    | المعدل السنوي             |
| ------------------------------------------- | ------------------------- | ------------------------- | ------------------------- | ------------------------- | ------------------------- | ------------------------- | ------------------------- | ------------------------- | ------------------------- | ------------------------- | ------------------------- | ------------------------- | ------------------------- |
| الدرجة القصوى °ف (°م)                       | 76 (24)                   | 83 (28)                   | 85 (29)                   | 95 (35)                   | 105 (41)                  | 112 (44)                  | 114 (46)                  | 116 (47)                  | 108 (42)                  | 100 (38)                  | 86 (30)                   | 76 (24)                   | 116 (47)                  |
| متوسط درجة الحرارة الكبرى °ف (°م)           | 51.2 (10.7)               | 56.3 (13.5)               | 64.5 (18.1)               | 74.4 (23.6)               | 82.9 (28.3)               | 93.1 (33.9)               | 100.1 (37.8)              | 96.5 (35.8)               | 90.3 (32.4)               | 77.9 (25.5)               | 64.2 (17.9)               | 54.2 (12.3)               | 75.5 (24.2)               |
| متوسط درجة الحرارة الصغرى °ف (°م)           | 21.2 (−6.0)               | 25.4 (−3.7)               | 29.6 (−1.3)               | 36.6 (2.6)                | 42.9 (6.1)                | 49.8 (9.9)                | 57.3 (14.1)               | 55.5 (13.1)               | 46.3 (7.9)                | 37.5 (3.1)                | 28.3 (−2.1)               | 23.7 (−4.6)               | 37.9 (3.3)                |
| أدنى درجة حرارة °ف (°م)                     | −9 (−23)                  | −6 (−21)                  | 11 (−12)                  | 14 (−10)                  | 20 (−7)                   | 25 (−4)                   | 40 (4)                    | 33 (1)                    | 24 (−4)                   | 11 (−12)                  | 7 (−14)                   | 0 (−18)                   | −9 (−23)                  |
| الهطول إنش (مم)                             | 0.65 (17)                 | 0.64 (16)                 | 0.69 (18)                 | 0.56 (14)                 | 0.49 (12)                 | 0.16 (4.1)                | 0.57 (14)                 | 0.71 (18)                 | 0.27 (6.9)                | 0.53 (13)                 | 0.45 (11)                 | 0.55 (14)                 | 6.27 (159)                |
| متوسط تساقط الثلوج إنش (سم)                 | 3.6 (9.1)                 | 1.2 (3.0)                 | 0.8 (2.0)                 | 0.3 (0.76)                | 0.1 (0.25)                | 0 (0)                     | 0 (0)                     | 0 (0)                     | 0 (0)                     | 0 (0)                     | 0.2 (0.51)                | 1.3 (3.3)                 | 7.4 (19)                  |
| المصدر: The Western Regional Climate Center |                           |                           |                           |                           |                           |                           |                           |                           |                           |                           |                           |                           |                           |

## أعلام
- ويليام توماس ستيوارت
- فلويد لامب